# Isabella d'Aragona (regina di Francia)
Isabella Jaimez, o d'Aragona (Isabel in spagnolo, in asturiano, in aragonese, in portoghese e in galiziano e anche in inglese, Elisabet in catalano e in basco e Isabelle in francese; 1247 – Cosenza, 28 gennaio 1271), fu una principessa aragonese che divenne regina di Francia per circa cinque mesi.

## Origine
Era figlia di Giacomo I il Conquistatore, re d'Aragona, di Valencia e Maiorca e conte di Barcellona, Gerona, Osona, Besalú, Cerdanya e di Rossiglione, e di Iolanda d'Ungheria.

## Biografia

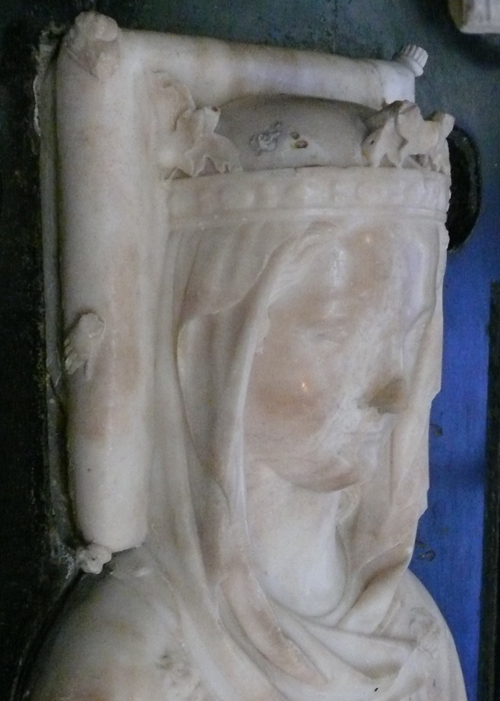
Statua sulla tomba di Isabella d'Aragona.

Secondo la Cronaca piniatense, Isabella era la terza delle cinque (quattro in vita) figlie del re d'Aragona, Giacomo I e della sua seconda moglie, Iolanda, che aveva sposato il figlio primogenito del re di Francia (Phelip filio primogenito del Rey de Francia).
L'11 maggio 1258, a Corbeil, fu siglato il contratto di matrimonio e il 28 maggio 1262 sposò a Clermont-en-Auvergne Filippo di Francia, futuro re di Francia come Filippo III l'Ardito, figlio di Luigi IX di Francia il Santo e di Margherita di Provenza,figlia primogenita di Raimondo Berengario IV, conte di Provenza, e di Beatrice di Savoia (1206 – 1266). che, nel frattempo era divenuto, nel 1260, l'erede al trono di Francia.
La cronaca Flores Historiarum registra il matrimonio tra Isabella e Filippo, confermando che, per il trattato di Corbès,  Giacomo I pose fine alle sue pretese sull'Occitania (in civitate Bituricensi, Carcassona et in diœcesi Mimatensi), in cambio della conferma da parte di Luigi IX delle contee catalane al re d'Aragona (in comitatibus de Besaudu et Rossilionis et Cataloniæ).
Nel luglio 1270, Isabella accompagnò il marito e il suocero a Tunisi per l'Ottava crociata, e, nell'agosto 1270, Isabella divenne regina di Francia, per la morte del suocero, Luigi IX di Francia.
Al ritorno in Francia, mentre attraversava il Savuto nei pressi di Martirano, in Calabria, incinta, di sei mesi, del quinto figlio, cadde da cavallo l'11 gennaio 1271. Trasportata dapprima nel castello di Martirano e poi a Cosenza, morì in quest'ultima città assieme al bambino che aspettava. Fu sepolta dapprima nella Cattedrale di Cosenza e traslata poi nella Basilica di Saint-Denis in Francia. Il feto è seppellito invece nella cattedrale di Cosenza.

## Figli

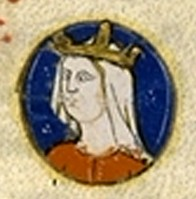
Miniatura: Isabella d'Aragona

Isabella diede a Filippo cinque figli:
- Luigi (1263- maggio 1276), morto per avvelenamento, presumibilmente per mano della matrigna, Maria di Brabante
- Filippo il Bello (1268-1314), re di Francia e re di Navarra;
- Roberto (1269 - morto giovane);
- Carlo (1270-1325), conte di Valois, capostipite del casato capetingio dei Valois.
- Il figlio, nato prematuro e vissuto solo poche ore (gennaio 1271)

## Ascendenza
|                      |                     |                               | Genitori                     |  |  | Nonni |  |  | Bisnonni             |  |  | Trisnonni                            |  |
|                      |                     |                               |                              |  |  |       |  |  | Alfonso II d'Aragona |  |  | Raimondo Berengario IV di Barcellona |  |
|                      |                     |                               |                              |  |  |       |  |  | Alfonso II d'Aragona |  |  | Raimondo Berengario IV di Barcellona |  |
|                      |                     | Petronilla di Aragona         |                              |  |  |       |  |  | Alfonso II d'Aragona |  |  |                                      |  |
| Pietro II di Aragona |                     |                               |                              |  |  |       |  |  | Alfonso II d'Aragona |  |  |                                      |  |
|                      |                     | Sancha di Castiglia           | Alfonso VII di León          |  |  |       |  |  |                      |  |  |                                      |  |
|                      |                     | Sancha di Castiglia           | Alfonso VII di León          |  |  |       |  |  |                      |  |  |                                      |  |
|                      |                     | Sancha di Castiglia           | Richenza di Polonia          |  |  |       |  |  |                      |  |  |                                      |  |
| Giacomo I d'Aragona  |                     | Sancha di Castiglia           |                              |  |  |       |  |  |                      |  |  |                                      |  |
|                      |                     | Guglielmo VIII di Montpellier | Guglielmo VII di Montpellier |  |  |       |  |  |                      |  |  |                                      |  |
|                      |                     | Guglielmo VIII di Montpellier | Guglielmo VII di Montpellier |  |  |       |  |  |                      |  |  |                                      |  |
|                      |                     | Guglielmo VIII di Montpellier | Matilda di Borgogna          |  |  |       |  |  |                      |  |  |                                      |  |
| Maria di Montpellier |                     | Guglielmo VIII di Montpellier |                              |  |  |       |  |  |                      |  |  |                                      |  |
|                      |                     | Eudocia Comnena               | Alexios Komnenos             |  |  |       |  |  |                      |  |  |                                      |  |
|                      |                     | Eudocia Comnena               | Alexios Komnenos             |  |  |       |  |  |                      |  |  |                                      |  |
|                      |                     | Eudocia Comnena               | Maria Dukaina                |  |  |       |  |  |                      |  |  |                                      |  |
| Isabella d'Aragona   |                     | Eudocia Comnena               |                              |  |  |       |  |  |                      |  |  |                                      |  |
|                      | Béla III d'Ungheria | Géza II d'Ungheria            |                              |  |  |       |  |  |                      |  |  |                                      |  |
|                      | Béla III d'Ungheria | Géza II d'Ungheria            |                              |  |  |       |  |  |                      |  |  |                                      |  |
|                      | Béla III d'Ungheria | Efrosin'ja Mstislavna         |                              |  |  |       |  |  |                      |  |  |                                      |  |
| Andrea II d'Ungheria | Béla III d'Ungheria |                               |                              |  |  |       |  |  |                      |  |  |                                      |  |
|                      |                     | Agnese d'Antiochia            | Rinaldo di Châtillon         |  |  |       |  |  |                      |  |  |                                      |  |
|                      |                     | Agnese d'Antiochia            | Rinaldo di Châtillon         |  |  |       |  |  |                      |  |  |                                      |  |
|                      |                     | Agnese d'Antiochia            | Costanza d'Antiochia         |  |  |       |  |  |                      |  |  |                                      |  |
| Iolanda d'Ungheria   |                     | Agnese d'Antiochia            |                              |  |  |       |  |  |                      |  |  |                                      |  |
|                      |                     | Pietro II di Courtenay        | Pietro I di Courtenay        |  |  |       |  |  |                      |  |  |                                      |  |
|                      |                     | Pietro II di Courtenay        | Pietro I di Courtenay        |  |  |       |  |  |                      |  |  |                                      |  |
|                      |                     | Pietro II di Courtenay        | Elisabetta di Courtenay      |  |  |       |  |  |                      |  |  |                                      |  |
| Iolanda di Courtenay |                     | Pietro II di Courtenay        |                              |  |  |       |  |  |                      |  |  |                                      |  |
|                      |                     | Iolanda di Fiandra            | Baldovino V di Hainaut       |  |  |       |  |  |                      |  |  |                                      |  |
|                      |                     | Iolanda di Fiandra            | Baldovino V di Hainaut       |  |  |       |  |  |                      |  |  |                                      |  |
|                      |                     | Iolanda di Fiandra            | Margherita I di Fiandra      |  |  |       |  |  |                      |  |  |                                      |  |
|                      |                     | Iolanda di Fiandra            |                              |  |  |       |  |  |                      |  |  |                                      |  |

## Nella cultura di massa
- La tragica fine di Isabella d'Aragona è ricordata nelle Laudi di Gabriele D'Annunzio[12].